# Mosselbank (Haasdonk)
Mosselbank is een gehucht in Haasdonk, een deelgemeente van Beveren-Kruibeke-Zwijndrecht in de Belgische provincie Oost-Vlaanderen. Het ligt meer dan een kilometer ten zuidoosten van het dorpscentrum van Haasdonk, rondom de Leenstraat en Perstraat. Ruim een halve kilometer ten noordoosten ligt het gehuchtje Vitshaag; ruim een halve kilometer ten zuidoosten ligt het gehucht Heihoek, op het grondgebied van Kruibeke. De bebouwing is voornamelijk landbouwgebied met hier en daar een huis.
Ten zuiden van Mosselbank loopt van zuidwest naar noordoost de autosnelweg A14/E17. De Perstraat loopt in het noorden naar het centrum van Haasdonk en in het oosten naar Kruibeke. Een zijweg van de Perstraat (ook Perstraat genaamd) loopt parallel aan de E17 naar de volgende viaduct die op- en afrit Haasdonk bedient. De Leenstraat loopt noordwaarts richting Vitshaag.

## Geschiedenis
De Ferrariskaart uit de jaren 1770 toont hier een landelijk gehucht, dat hier als De Peer Straete werd aangeduid. De Atlas der Buurtwegen uit 1841 vermeldt het gehucht als Mosselbank. De Vandermaelenkaart uit het midden van de 19de eeuw vermeldt Mosselbanck, en toont ook het toponiem Peer St..
Het gebied ten zuidwesten van het gehucht, tussen Mosselbank en het naburige Heihoek werd rond 1970 doorsneden door nieuwe autosnelweg A14/E17.
Deelgemeenten: Bazel · Beveren · Burcht · Doel · Haasdonk · Kallo · Kieldrecht · Kruibeke · Melsele · Rupelmonde · Verrebroek · Vrasene · Zwijndrecht

Overige dorpen en gehuchten: Beestenhoek · Bloempot · De Bank · Doorn · Es · Gaverland ·  Geslecht · Groot Laar · Halve Maan · Hoogeinde · Hoogstraat · Kalishoek (Doel) · Kalishoek (Melsele) · Kemphoek · Klein Laar · Melseledijk· Mosselbank (Haasdonk) · Mosselbank (Vrasene) · Nieuwe Parochie · Ouden Doel · Oudendijk · Ponjaard · Prosperpolder · Puiput · Rapenberg · Rapenburg · Saftingen · Sint-Antoniushoek · Smoutpot · Stenen Kruis · Tijskenshoek · Vendoorn · Verrebroekse Blikken · Vijfstraten · Vliegenstal · Voshoek · Westakkers · Wilden Haan · Zillebeek · Zwaantje

Belgische gemeenten · Arrondissement Sint-Niklaas · Oost-Vlaanderen · Vlaanderen